# Aporosa fulvovittata
Aporosa fulvovittata là một loài thực vật có hoa trong họ Diệp hạ châu. Loài này được Schott mô tả khoa học đầu tiên năm 1995.